# Bank Francji
Bank Francji (fr. Banque de France) – bank centralny Francji. Siedziba banku mieści się w Hôtel de Toulouse, w Paryżu.
Bank założony został przez grupę bankierów i kupców w 1800 roku, pod auspicjami Napoleona Bonaparte, wówczas Pierwszego Konsula Republiki Francuskiej. Od 1803 roku miał wyłączne prawo do emisji banknotów na terenie Paryża, od 1848 roku całego kraju.
Bank był początkowo przedsięwzięciem w pełni prywatnym. Od 1806 roku na czele banku stał prezes (gouverneur) i dwóch wiceprezesów (sous-gouverneur), których wybór znajdował się w gestii rządu. W skład zarządu wchodziła także 15-osobowa rada wybierana przez udziałowców. 24 lipca 1936 roku jej miejsce zastąpiła rada licząca 20 członków, w większości mianowanych przez rząd, mających reprezentować interes publiczny. 2 grudnia 1945 roku nastąpiło pełne upaństwowienie instytucji.
Od 1994 roku, zgodnie z zawartymi w traktacie z Maastricht postanowieniami dotyczącymi unii gospodarczej i walutowej Unii Europejskiej, bank jest niezależny od rządu. W 1998 roku znaczna część kompetencji banku przekazana została Europejskiemu Bankowi Centralnemu (EBC), poprzedzając wejście do obiegu waluty euro. Bank Francji należy do Europejskiego Systemu Banków Centralnych, a jego prezes zasiada w Radzie Prezesów EBC.
Do głównych zadań banku należą prowadzenie polityki pieniężnej, utrzymanie stabilności finansowej i świadczenie usług ekonomicznych dla osób prywatnych, przedsiębiorstw i państwa.
Lista gubernatorów:
| Data powołania       | Imię i nazwisko             | Zdjęcie |
| -------------------- | --------------------------- | ------- |
| 25 kwietnia 1806     | Emmanuel Crétet             |         |
| 9 sierpnia 1807      | François Jaubert            |         |
| 6 kwietnia 1814      | Jacques Laffitte            |         |
| 6 kwietnia 1820      | Martin Michel Gaudin        |         |
| 4 kwietnia 1834      | Antoine d’Argout            |         |
| 18 stycznia 1836     | Jean-Charles Davillier      |         |
| 6 września 1836      | Antoine d’Argout            |         |
| 9 czerwca 1857       | Charles Le Bègue de Germiny |         |
| 15 maja 1863         | Adolphe Vuitry              |         |
| 28 września 1864     | Gustave Rouland             |         |
| 18 stycznia 1879     | Ernest Denormandie          |         |
| 18 listopada 1881    | Pierre Magnin               |         |
| 24 grudnia 1897      | Georges Pallain             |         |
| 25 sierpnia 1920     | Georges Robineau            |         |
| 26 czerwca 1926      | Émile Moreau                |         |
| 25 września 1930     | Clément Moret               |         |
| 2 stycznia 1935      | Jean Tannery                |         |
| 6 czerwca 1936       | Émile Labeyrie              |         |
| 20 lipca 1937        | Pierre Fournier             |         |
| 31 sierpnia 1940     | Yves Bréart de Boisanger    |         |
| 7 października 1944  | Emmanuel Monick             |         |
| 19 stycznia 1949     | Wilfrid Baumgartner         |         |
| 21 stycznia 1960     | Jacques Brunet              |         |
| 8 kwietnia 1969      | Olivier Wormser             |         |
| 14 czerwca 1974      | Bernard Clappier            |         |
| 21 listopada 1979    | Renaud de La Genière        |         |
| 14 listopada 1984    | Michel Camdessus            |         |
| 16 stycznia 1987     | Jacques de Larosière        |         |
| 13 września 1993     | Jean-Claude Trichet         |         |
| 9 września 1999      | Jean-Claude Trichet         |         |
| 22 października 2003 | Christian Noyer             |         |
| 29 października 2009 | Christian Noyer             |         |
| 30 września 2015     | François Villeroy de Galhau |         |
| 27 października 2021 | François Villeroy de Galhau |         |